# アントニー・ルーリング
アントニウス・ペトルス・"アントニー"・ルールリング（Anthonius Petrus "Anthony" Lurling, 1977年4月22日 - ）は、オランダ・スヘルトーヘンボス出身の元サッカー選手、現サッカー指導者。現役時代のポジションはMF、FW。

## 経歴
FCデン・ボスのユース出身であり、1994-95シーズンに同クラブでプロデビューを果たす。2014-15シーズンよりデン・ボスに2年契約で復帰した。
2015年9月にアキレス腱を負傷し全治2、3か月の診断を受けると、この故障の影響により翌年3月に2015-16シーズン限りで現役引退することを表明。4月22日に行われたRKCヴァールヴァイク戦（1-1のドロー）で、86分にフルフヒル・ゼルデンルストとの交代で現役最後のピッチに立った。
翌シーズンも引き続きクラブに残り、ストライカー部門のコーチに就任している。